# モハメド・ゼンマムシェ
モハメド・ラミン・ゼンマムシェ（Mohamed Lamine Zemmamouche 、1985年3月19日 - ）は、アルジェリア・ミラ出身のプロサッカー選手。サッカーアルジェリア代表。USMアルジェ所属。ポジションはGK。

## 経歴

### クラブ
デビュー以来、アルジェのクラブでプレーを続けている。

### 代表
2009年12月、0キャップながらファウジ・シャウシのバックアッパーとしてアンゴラで開催されるアフリカネイションズカップ2010参加メンバーに選ばれた。準々決勝のエジプト代表戦でシャウシが退場処分を受けたことで緊急出場。3位決定戦のナイジェリア代表戦で初スタメン。
2010 FIFAワールドカップでは暫定リストに登録されたが、最終リストからは外れた。2014 FIFAワールドカップではライス・エンボリに次ぐ第2キーパーとして大会に参加した。

## 代表歴

### 出場大会
- アルジェリア代表
  - 2014 FIFAワールドカップ

### 試合数
- 国際Aマッチ 8試合 0得点（2010年-2014年）[2]

| アルジェリア代表 | 国際Aマッチ | 国際Aマッチ |
| 年               | 出場        | 得点        |
| ---------------- | ----------- | ----------- |
| 2010             | 3           | 0           |
| 2011             | 1           | 0           |
| 2012             | 0           | 0           |
| 2013             | 1           | 0           |
| 2014             | 3           | 0           |
| 通算             | 8           | 0           |

## タイトル

### クラブ
USMアルジェ
- アルジェリア・シャンピオナ・ナシオナル (3): 2004-05, 2013-14, 2015-16
- クープ・ダルジェリ・ドゥ・フットボール (2): 2004, 2013
- スーペルクープ・ダルジェリ・ドゥ・フットボール (2): 2013, 2016
- UAFAクラブカップ (1): 2013

MCアルジェ
- アルジェリア・シャンピオナ・ナシオナル (1): 2009-10